# Allocosa caboverdensis
Espèce
Allocosa caboverdensis est une espèce d'araignées aranéomorphes de la famille des Lycosidae.

## Distribution
Cette espèce est endémique du Cap-Vert.

## Étymologie
Son nom d'espèce, composé de caboverd[e] et du suffixe latin -ensis, « qui vit dans, qui habite », lui a été donné en référence au lieu de sa découverte, le Cap-Vert.

## Publication originale
- Schmidt & Krause, 1995 : Weitere Spinnen von Cabo Verde. Entomologische Zeitschrift, Frankfurt am Main, vol. 105, no 18, p. 355-364.